# Палмерстон
Палмерстон (англ. Palmerston Island) — атол у Тихому океані.

## Історія
Палмерстон є єдиним із Островів Кука, на який мандрівник справді ступав ногою, хоча всі 15 островів архіпелагу носять його ім'я. Кук назвав на той час безлюдний атол на честь лорда Адміралтейства Великої Британії — Генрі Темпля Палмерстона.
Згодом британський шукач пригод Марстерс ступив на берег безлюдного Палмерстона у 1883 році, щоби почати торгувати копрою (сушеними кокосами) з іншими полінезійськими островами. Він привіз на острів двох полінезійських дружин із сусіднього Пенріна, а пізніше взяв собі й третю дружину з того ж острова, створивши чудову колонію із 23 дітей і 134 онуків.
Перед своєю смертю в 1899 році Марстерс розділив атол площею 2 квадратних кілометри на три рівні ділянки для кожної зі своїх дружин та їхніх нащадків. Мешканці острову і досі керуються цими уявними лініями на піску, які відокремлюють як територію атола, так і окремі гілки роду.
Місцевим заборонено одружуватися одне з одним, тому якщо вони хочуть залишитися на атолі, то мають привезти ззовні майбутнього чоловіка або дружину.

## Географія та економіка
Найвища точка атола здіймається на 6 метрів у висоту і є штучним курганом під назвою «Притулок Гілл», де жителі ховаються під час літніх циклонів.
Єдиним експортним продуктом є замороженою риба-папуга, а єдиним транспортом на атолі є човни.

## Цікаві факти про атол
Палмерстон має найбільшу кількість холодильників на душу населення у південній півкулі, місцеві щодня, крім неділі, грають у волейбол, і всі 62 мешканців є родичами одне одного. Вони мають однакові прізвища і ведуть свій рід від одного чоловіка — Вільяма Марстерса.